# Eric Topole Perez
Eric Topole Perez (Miami, Estados Unidos, 6 de diciembre de 1992) también conocido como Tanner es un modelo, piloto de avión y ex actor pornográfico estadounidense, fue conocido de manera internacional por medio de sus participaciones en películas para adultos de la compañía Sean Cody.

## Biografía
Topole nació el 6 de diciembre de 1992 en Miami, Florida en 2011 comenzó a trabajar como modelo para la revista Bello Mag, posteriormente en 2012 hace su debut como luchador erótico del sitio web de lucha libre ThundersArenaWrestling.com bajo el alias de Mogly en ese mismo año fue arrestado por obstruir un extintor de incendios, en 2013 inicia su debut en la productora de películas para adultos Sean Cody donde se le dio el nombre Tanner con ese nombre ganó fama y popularidad a nivel nacional e internacional siendo este considerado uno de los modelos más visitados y más destacados de la página web. En 2016 se retira de la industria para adultos y da una entrevista sobre su nueva vocación ya en 2017 volvió a trabajar como modelo y como piloto de avión para la aerolínea American Airlines en 2018 la empresa Arrow Studios abre su portfolio como modelo y cambia su nombre a Eric Novak en ese mismo año conoce al actor Daniel Newman, éste hace posteos en sus cuentas de redes sociales en donde se le ve a Newman con Topole.
Esto generó un gran revuelo ya que los fanes de Sean Cody y de la serie The Walking Dead lo reconocieron al instante rumoreando de un ''Posible amor'' entre los actores Topole rompió el silencio con una ironía 'Wow Me sorprende que lo conozcan'.